# Documenta11

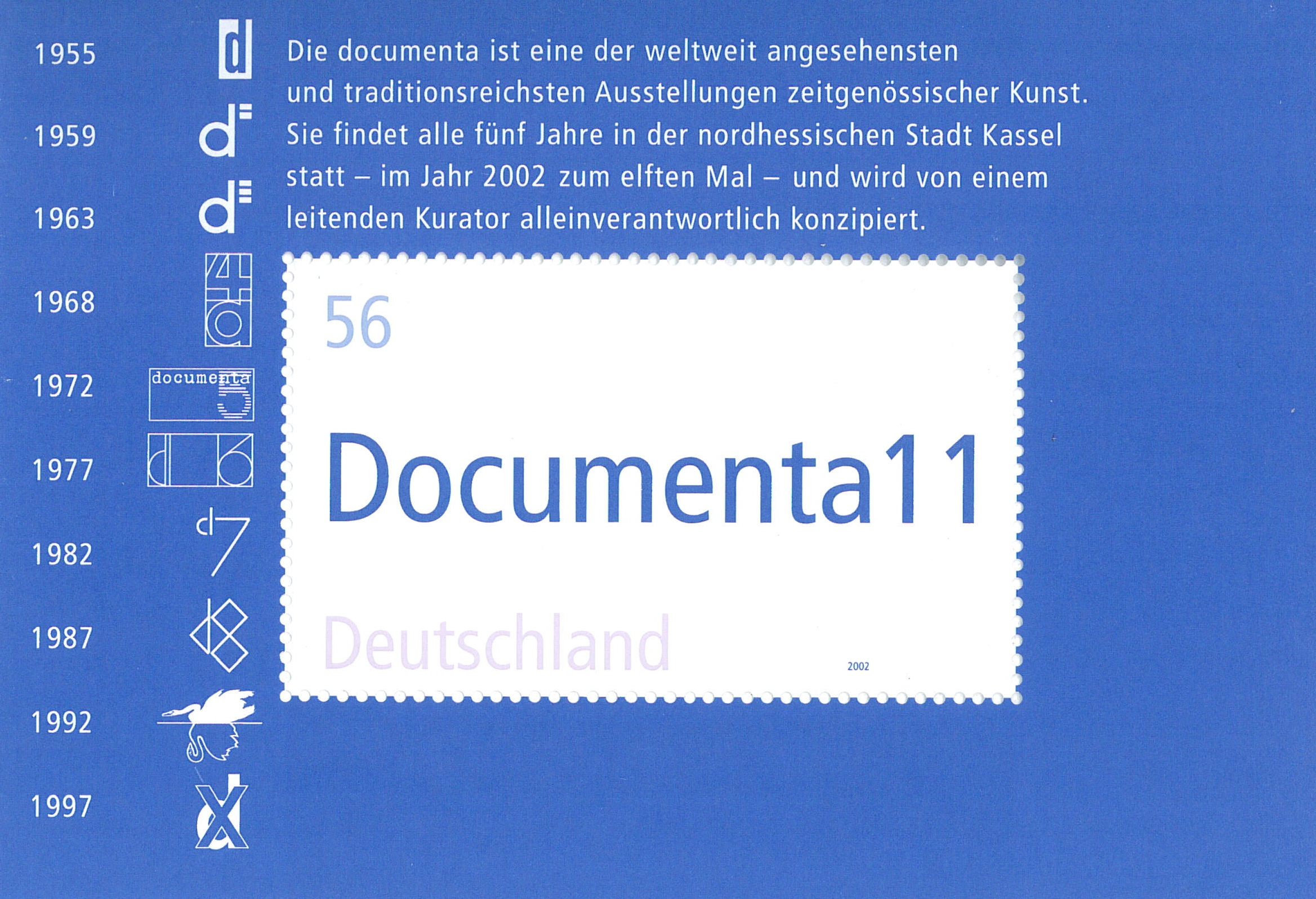
Francobollo della Deutschen Post per Documenta11 2002

Documenta11 è l'undicesima edizione della mostra di arte contemporanea documenta e si svolge a Kassel dall'8 giugno al 15 settembre 2002, sotto la direzione artistica del curatore Okwui Enwezor. I co-curatori della Documenta11 sono Carlos Basualdo, Ute Meta Bauer, Susanne Ghez, Sarat Maharaj, Mark Nash e Octavio Zaya. Il direttore amministrativo è Bernd Leifeld.
La Documenta11 è visitata da oltre 650.000 visitatori paganti, realizzando in questo modo un nuovo record di presenze.
La struttura di Documenta11 si caratterizza per l'organizzazione di cinque piattaforme, di cui la quinta, conclusiva, è l'esposizione di Kassel. Le piattaforme sono:
- Platform 1: Democracy Unrealized.
- Platform 2: Experiments with Truth: Transitional Justice and the Processes of Truth and Reconciliation.
- Platform 3: Creolite And Creolization[1].
- Platform 4: Under siege, four African cities, Freetown, Johannesburg, Kinshasa, Lagos. La piattaforma è una conferenza organizzata a Lagos[2].
- Platform 5: Exhibition, catalogue.

## Artisti partecipanti
A
- Georges Adéagbo
- Ravi Agarwal
- Eija-Liisa Ahtila
- Chantal Akerman
- Gaston André Ancelovici (Colectivo Cine-Ojo)
- Fareed Armaly Rashid Masharawi
- Michael Ashkin
- Asymptote Architecture
- Kutlug Ataman
- The Atlas Group (fondato da Walid Ra'ad)

B
- Julie Bargman & Stacy Levy
- Artur Barrio
- Bernd e Hilla Becher
- Zarina Bhimji
- Black Audio Film Collective
- John Bock
- Ecke Bonk
- Frédéric Bruly Bouabré
- Louise Bourgeois
- Pavel Braila
- Stanley Brouwn
- Tania Bruguera

C
- Luis Camnitzer
- James Coleman dall'Irlanda
- Constant (Constant A. Nieuwenhuys)
- Margit Czenki (Park Fiction)

D
- Hanne Darboven
- Destiny Deacon
- Stan Douglas

E
- Cecilia Edefalk
- William Eggleston
- Maria Eichhorn
- Touhami Ennadre
- Cerith Wyn Evans

F
- Feng Mengbo
- Chohreh Feyzdjou
- Yona Friedman

G
- Meschac Gaba
- Giuseppe Gabellone
- Carlos Garaicoa
- Kendell Geers
- Isa Genzken
- Jef Geys
- David Goldblatt
- Leon Golub
- Dominique Gonzalez-Foerster
- Renée Green
- Victor Grippo
- Le Groupe Amos

H
- Jens Haaning
- Mona Hatoum
- Thomas Hirschhorn
- Candida Höfer
- Craigie Horsfield
- Huit Facettes: Dynamique Artistique & Culturelle
- Pierre Huyghe

I
- Igloolik Isuma Productions
- Sanja Ivecovic

J
- Alfredo Jaar
- Joan Jonas
- Isaac Julien

K
- Amar Kanwar
- On Kawara
- William Kentridge
- Johan van der Keuken
- Bodys Isek Kingelez
- Ben Kinmont
- Igor & Svetlana Kopystiansky
- Ivan Kozaric
- Andreja Kuluncic

L
- Glenn Ligon
- Ken Lum

M
- Mark Manders
- Fabian Marcaccio
- Steve McQueen
- Cildo Meireles
- Jonas Mekas
- Annette Messager
- Ryuji Miyamoto
- Santu Mofokeng
- Multiplicity
- Juan Muñoz

N
- Shirin Neshat

O
- Gabriel Orozco
- Olumuyiwa Olamide Osifuye
- Ulrike Ottinger
- Ouattara Watts

P
- Park Fiction
- Manfred Pernice
- Raymond Pettibon
- Adrian Piper
- Lisl Ponger
- Pere Portabella

R
- RAQS Media Collective
- Alejandra Riera Doina Petrescu
- Dieter Roth

S
- Doris Salcedo
- Seifollah Samadian
- Gilles Saussier
- Christoph Schäfer (Park Fiction)
- Allan Sekula
- Yinka Shonibare
- Andreas Siekmann
- Simparch
- Lorna Simpson
- Eyal Sivan
- David Small

T
- Fiona Tan
- Pascale Marthine Tayou
- Jean-Marie Teno
- Trinh T. Minh-ha
- tsunamii.net
- Joëlle Tuerlinckx
- Luc Tuymans

U
- Urbonas, Nomeda & Gediminas

W
- Jeff Wall
- Nari Ward

Y
- Yang Fu Dong